# Lorenzo Gonnelli
Lorenzo Gonnelli (Livorno, 28 giugno 1993) è un calciatore italiano, difensore del Grosseto.

## Caratteristiche tecniche
È un difensore centrale dotato di un buon fisico, abile nel colpo di testa e negli anticipi difensivi.

## Carriera
Cresciuto nei settori giovanili di Fiorentina e Livorno, il 14 luglio 2012 passa in compartecipazione al Pontedera, con cui inizia la carriera professionistica.
Rimasto con i granata anche nella stagione successiva, il 9 febbraio 2014 segna la prima rete in carriera, permettendo alla sua squadra di ottenere il pareggio in extremis contro il Pisa.
Il 12 giugno seguente viene riscattato dal Livorno. Il 26 gennaio 2015 segna il primo gol in maglia amaranto, nella partita vinta per 4-2 contro il Brescia.
Il 31 gennaio 2020 passa in prestito all'Alessandria. Il 5 ottobre seguente viene ceduto al Cesena, con cui firma un triennale.
il 24 agosto 2022 il club romagnolo ufficializza la sua cessione all'Audace Cerignola.

## Statistiche

### Presenze e reti nei club
Statistiche aggiornate al 28 maggio 2025.
| Stagione                | Squadra                 | Campionato              | Campionato | Campionato | Coppe nazionali | Coppe nazionali | Coppe nazionali | Coppe continentali | Coppe continentali | Coppe continentali | Altre coppe | Altre coppe | Altre coppe | Totale | Totale |
| Stagione                | Squadra                 | Comp                    | Pres       | Reti       | Comp            | Pres            | Reti            | Comp               | Pres               | Reti               | Comp        | Pres        | Reti        | Pres   | Reti   |
| ----------------------- | ----------------------- | ----------------------- | ---------- | ---------- | --------------- | --------------- | --------------- | ------------------ | ------------------ | ------------------ | ----------- | ----------- | ----------- | ------ | ------ |
| 2012-2013               | Pontedera               | 2D                      | 28         | 0          | CI-LP           | 2               | 0               | -                  | -                  | -                  | -           | -           | -           | 30     | 0      |
| 2013-2014               | Pontedera               | 1D                      | 29+1       | 1          | CI+CI-LP        | 1+2             | 0               | -                  | -                  | -                  | -           | -           | -           | 33     | 1      |
| Totale Pontedera        | Totale Pontedera        | Totale Pontedera        | 57+1       | 1          |                 | 5               | 0               |                    | -                  | -                  |             | -           | -           | 63     | 1      |
| 2014-2015               | Livorno                 | B                       | 13         | 1          | CI              | 0               | 0               | -                  | -                  | -                  | -           | -           | -           | 13     | 1      |
| 2015-2016               | Livorno                 | B                       | 6          | 0          | CI              | 0               | 0               | -                  | -                  | -                  | -           | -           | -           | 6      | 0      |
| 2016-2017               | Livorno                 | LP                      | 19+3       | 0          | CI+CI-LP        | 1+0             | 0               | -                  | -                  | -                  | -           | -           | -           | 23     | 0      |
| 2017-2018               | Livorno                 | LP                      | 22         | 0          | CI+CI-C         | 2+2             | 0               | -                  | -                  | -                  | SC-C        | 1           | 0           | 27     | 0      |
| 2018-2019               | Livorno                 | B                       | 23         | 1          | CI              | 0               | 0               | -                  | -                  | -                  | -           | -           | -           | 23     | 1      |
| 2019-gen. 2020          | Livorno                 | B                       | 13         | 0          | CI              | 1               | 0               | -                  | -                  | -                  | -           | -           | -           | 14     | 0      |
| gen.-giu. 2020          | Alessandria             | C                       | 1+2        | 0          | CI+CI-C         | -               | -               | -                  | -                  | -                  | -           | -           | -           | 3      | 0      |
| sett.-ott. 2020         | Livorno                 | C                       | 1          | 0          | CI              | 1               | 1               | -                  | -                  | -                  | -           | -           | -           | 2      | 1      |
| Totale Livorno          | Totale Livorno          | Totale Livorno          | 97+3       | 2          |                 | 7               | 1               |                    | -                  | -                  |             | 1           | 0           | 108    | 3      |
| ott. 2020-2021          | Cesena                  | C                       | 22+2       | 0          | -               | -               | -               | -                  | -                  | -                  | -           | -           | -           | 24     | 0      |
| 2021-2022               | Cesena                  | C                       | 19+2       | 0          | CI-C            | 1               | 0               | -                  | -                  | -                  | -           | -           | -           | 22     | 0      |
| Totale Cesena           | Totale Cesena           | Totale Cesena           | 41+4       | 0          |                 | 1               | 0               |                    | -                  | -                  |             | -           | -           | 46     | 0      |
| 2022-gen. 2023          | Audace Cerignola        | C                       | 10         | 0          | CI-C            | 1               | 0               | -                  | -                  | -                  | -           | -           | -           | 11     | 0      |
| gen.-giu. 2023          | AZ Picerno              | C                       | 11+1       | 0          | CI-C            | 0               | 0               | -                  | -                  | -                  | -           | -           | -           | 12     | 0      |
| 2023-2024               | Audace Cerignola        | C                       | 22+2       | 0          | CI-C            | 1               | 0               | -                  | -                  | -                  | -           | -           | -           | 25     | 0      |
| 2024-2025               | Audace Cerignola        | C                       | 22+4       | 0          | CI-C            | 1               | 0               | -                  | -                  | -                  | -           | -           | -           | 27     | 0      |
| Totale Audace Cerignola | Totale Audace Cerignola | Totale Audace Cerignola | 54+6       | 0          |                 | 3               | 0               |                    | -                  | -                  |             | -           | -           | 63     | 0      |
| Totale carriera         | Totale carriera         | Totale carriera         | 278        | 3          |                 | 16              | 1               |                    | -                  | -                  |             | 1           | 0           | 295    | 4      |

## Palmarès

### Club

#### Competizioni nazionali
- Serie C: 1

Livorno: 2017-2018 (girone A)